# Zodarion mallorca
Zodarion mallorca là một loài nhện trong họ Zodariidae.
Loài này thuộc chi Zodarion. Zodarion mallorca được Robert Bosmans miêu tả năm 1994.